# Alfred Heydel
Alfred Heydel, né le 26 mars 1861 à Strasbourg et mort le 28 janvier 1921 à Paris, est un architecte d’origine alsacienne actif à Lausanne, dans le canton de Vaud, en Suisse.

## Biographie
Daniel Jules Alfred Heydel, fils d'un jardinier-cultivateur alsacien, étudie à l’École des beaux-arts de Paris de 1883 à 1890, dans l’atelier de Gustave Adolphe Gerhardt. En mars 1895, il est attesté à Lausanne dans le cadre du concours pour l’hôtel des Postes, en association avec l’architecte Jacques Regamey. En 1898, il obtient la bourgeoisie de Lausanne, ce qui lui permet d’accéder à la nationalité suisse. Heydel est longtemps associé du bureau d’architecture de Jules-Louis Verrey sous la raison sociale Verrey & Heydel. Du fait de son excellente formation parisienne, il joue un rôle artistique important. Entre 1897 et 1916, le bureau met 118 projets à l’enquête, dans un registre très varié: bâtiments privés, édifices religieux et constructions médicales.
Les rôles respectifs des deux associés ne sont pas faciles à dissocier. On sait cependant que Heydel édifie seul le temple protestant de Chailly (Lausanne), dont il remporte le concours en 1898, tandis que Jules-Louis Verrey construit avec Heydel la chapelle de l’Église libre de Romainmôtier  (1908). On doit à ces architectes également le siège néo-baroque de la Banque nationale suisse à Lausanne (1909-1912). 
Dès 1916, la collaboration avec Verrey  cesse; Heydel s’associe brièvement avec un certain J. Kaufmann, mais tous deux se séparent après une année seulement et Heydel s’établit à Paris pour s’occuper de l’éducation de ses quatre fils,.